# Вида Огњеновић
Вида Огњеновић (Дубочке, код Никшића, 14. август 1941) српска је књижевница, преводилац, редитељка и дипломата.

## Биографија
Одрасла је и школовала се у Србији. Основну школу завршила је у Врбасу, а гимназију у Сремским Карловцима. Дипломирала је на Катедри за општу књижевност на Филолошком факултету у Београду 1963. и на Одсеку за режију београдске Академије за позориште, филм и телевизију 1965. Постдипломске студије је започела у Паризу на Сорбони, а магистарски рад из теорије и праксе одбранила је на Универзитету у Минесоти, САД 1972. године.
Од 1974. до 1979. радила је као асистент на ФДУ у Београду. За директора Драме Народног позоришта у Београду изабрана је 1977. године, а по истеку четворогодишњег мандата, остала је на ангажману као стални редитељ. Као професор по позиву, предавала је на универзитетима у Лос Анђелесу (УСЛА), Чикагу (УИЦ) од 1981-1982, а у оквиру предавачких турнеја обишла је у неколико махова, као гост предавач, све веће универзитете САД (1985, 1991, 1997 и 1999). Редовни је професор Академије уметности у Новом Саду и има звање emeritus професора на Академији лепих уметности и мултимедија у Београду, где је такође и саветник декана. Њен редитељски опус чини близу стотину позоришних, као и велики број телевизијских и радио режија, од којих многе по сопственим текстовима. Написала је велики број драма, које су доживеле више поставки и бројна извођења, а објављене су у различитим издањима. Као редитељ гостовала је у многим позориштима широм бивше Југославије (Црна Гора, Словенија, Хрватска), а радила је и изван наше земље.
Приповетке Виде Огњеновић смештене су у конкретно, историјско место, са препознатљивим временом и светом. Место су Сремски Карловци, значајни културни и духовни центар српскога народа, а време је друга половина 19. и прва 20. века, време у којем су Карловци доживели и процват и пропадање. У српску приповетку она на велика врата уводи свет руинираних и готово заборављених Сремских Карловаца, у којем су поред Срба, нашли уточиште и Немци, Јевреји, Мађари, Руси и други.
Проза и драме су јој превођене на енглески, мађарски, македонски, немачки и друге језике.
Вида Огњеновић је председник Српског ПЕН-а, а од септембра 2012. почасна потпредседница Међународног ПЕН конгреса. Оснивач је и уметнички руководилац Тврђава Театра. Преводи са енглеског и немачког језика.
Једна је од оснивача Демократске странке. Била је амбасадорка у Норвешкој 2001—2006. и Данској 2007—2013. године.
Живи и ради у Београду.

## Награде
Добитница је многих значајних књижевних награда за књижевни и позоришни рад. Измећу осталих добила је:
- Стеријина награда за текст савремене драме, за драму Је ли било кнежеве вечере?, 1991.
- Просветина награда, за књигу приповедака Отровно млеко маслачка, 1994.
- Андрићева награда, за књигу приповедака Отровно млеко малслачка, 1994.
- Награда „Бранко Ћопић”, за књигу приповедака Отровно млеко малслачка, 1994.
- Награда „Карољ Сирмаи”, за књигу приповедака Отровно млеко маслачка, 1995.
- Награда „Павле Марковић Адамов”, за трилогију Отровно млеко маслачка, Кућа мртвих мириса, Стари сат, 1996,
- Награда „Рамонда Сербика”, 1998.
- Награда „Стефан Митров Љубиша”, за целокупно стваралаштво, 1999.
- Стеријина награда за текст савремене драме, за драму Јегеров пут, 2001.
- Награда „Тодор Манојловић”, за 2003.
- Статуета „Јоаким Вујић”, за изузетан допринос развоју позоришне уметности Србије.
- Награда Народне библиотеке Србије за најчитанију књигу године, за књигу Прељубници, 2007.[7]
- Награда „Кочићево перо”, за роман Посматрач птица, 2011.[8]
- Награда „Кочићева књига”, за животно дело, 2011.[9]
- Светска награда за хуманизам, Охридска академија за хуманизам, 2012.[10]
- Награда „Прозарт”, Скопље, 2015.[11]
- Стеријина награда за текст савремене драме, за драму Козоцид, 2019.

## Дела
- Шекспироманија (театролошка студија, 1980)
- Страх од сценске расправе (театролошка студија, 1980)
- Меланхоличне драме (драме, 1991)
- Кањош Мацедоновић (драма, 1993)
- Девојка модре косе (драма, 1993)
- Сетне комедије (драме, 1994)
- Отровно млеко маслачка (приповетке, 1994)
- Кућа мртвих мириса (роман, 1995)
- Стари сат (приповетке, 1996)
- Милева Ајнштајн (драма, 1999)
- Јегоров пут (драма, 2000)
- Најлепше приповетке (2001)
- Драме I-III (2001–2002)
- Путовање у путопис (књига прозе, 2006)
- Прељубници (роман, 2006)
- Дон Крсто (драма, 2007)
- Насупрот пророчанству (есеји, 2007)
- Права адреса (приповетке, 2007)
- Нема више наивних питања (разговори, 2008)
- Посматрач птица (роман, 2010)
- Насупрот пророчанству (есеји, 2010)
- Живи примери (приповетке, 2012)
- Висока волтажа (есеји, 2014),[12]
- Максимум (роман, 2017)[13]
- Козоцид (драма, 2019)[7]
- Поетеса - Милица Стојадиновић Српкиња (драма, 2022)[14]

## Галерија
- Је ли било кнежеве вечере, написала и режирала Вида Огњеновић; Драма СНП-а, 2008/09; Фотографије су део фото збирке Српског народног позоришта.
- "Је ли било кнежеве вечере", Драма СНП-а, 2008/09; Драгослав Пешић
- "Је ли било кнежеве вечере", Драма СНП-а, 2008/09; Предраг Момчиловић, Радоје Чупић
- "Је ли било кнежеве вечере", Драма СНП-а, 2008/09; Гордана Ђурђевић Димић, Миодраг Петровић
- "Је ли било кнежеве вечере", Драма СНП-а, 2008/09; Борис Исаковић, Ненад Пећинар, Предраг Момчиловић
- "Је ли било кнежеве вечере", Драма СНП-а, 2008/09; Стеван Гардиновачки, Драгиња Вогањац
- "Је ли било кнежеве вечере", Драма СНП-а, 2008/09; Александра Плескоњић Илић, Гордана Ђурђевић Димић, Тијана Максимовић
- "Је ли било кнежеве вечере", Драма СНП-а, 2008/09; Сања Ристић Крајнов, Александар Гајин